# Tarcísio Marcelo
Tarcísio Marcelo Barbosa de Lima (João Pessoa, 2 de dezembro de 1954), conhecido apenas como Tarcísio Marcelo, é um professor, produtor agropecuário e político brasileiro. É atualmente filiado ao Solidariedade.
Foi deputado estadual pela Paraíba entre 1991 e 1996 e prefeito do município de Belém por 3 mandatos.

## Carreira política
Sua primeira eleição foi em 1982, quando foi eleito prefeito de Belém pelo PDS, aos 27 anos. Recebeu 1.548 votos (32,75% do total), permanecendo no cargo até 1988.
Em 1990, foi candidato a deputado estadual pelo PDT, sendo eleito com 13.386 votos. Reelegeu-se em eleição seguinte pelo mesmo partido, obtendo 12.271 votos.
Deixou a Assembleia Legislativa após ser eleito prefeito de Belém pela segunda vez, derrotando Edmilson Ribeiro (PMDB) por apenas 29 votos (4.240 contra 4.211). Em 2000, agora pelo PFL, foi reeleito para um segundo mandato (o terceiro em cargos majoritários) após vencer o professor Heriberto (PSB) com larga vantagem (4.466 votos, contra 3.293 do candidato socialista).
Em 2006, foi candidato a deputado federal pelo PSDB. Ele chegou a ter sua candidatura ameaçada pelo Ministério Público juntamente com outros 2 ex-prefeitos: Osvaldo Venâncio (PMDB) e Djaci Farias (também do PSDB). O órgão havia recorrido da decisão do TRE em liberá-los em disputar a eleição. A acusação contra Tarcísio era de irregularidades em convênios para a construção de casas populares, escolas e creches em 1987, 1988, 1998 e 2002. Na disputa por uma vaga na Câmara dos Deputados, recebeu 8.414 votos, ficando como suplente. Tentou se candidatar novamente à prefeitura de Belém em 2008 e 2012 (pelo PSB), mas abandonou as disputas.
Voltaria a disputar eleições em 2016, candidatando-se outra vez ao executivo municipal pelo PSD. Com 1.122 votos, ficou em terceiro lugar, atrás da prefeita eleita Renata Christinne (PMDB) e do segundo colocado, Edgard Gama (PSB).
Em fevereiro de 2022, Tarcísio Marcelo acertou sua filiação ao Solidariedade, visando uma candidatura a deputado estadual.